# Ivănești (gmina w okręgu Vaslui)
Ivănești – gmina w Rumunii, w okręgu Vaslui. Obejmuje miejscowości Albina, Bleșca, Broșteni, Buscata, Coșca, Coșești, Fundătura Mare, Fundătura Mică, Hârșoveni, Iezerel, Ivănești, Ursoaia, Valea Mare i Valea Oanei. W 2011 roku liczyła 4495 mieszkańców.